# ジェフ・ヌーン
ジェフ・ヌーン（Jeff Noon, 1957年 マンチェスター、ドロイルスデン - ）は、イギリスの小説家（SF作家）、短編小説家、劇作家。その作品には、言葉遊び（en:Word play）やファンタジーの要素が多用されている。ヌーンのスペキュレイティヴ・フィクション（思索小説）は、ルイス・キャロルやホルヘ・ルイス・ボルヘスといった作家たちの影響を強く受けている。2000年頃にブライトンに引っ越したが、その前は、生まれ故郷のマンチェスターを作品の舞台にすることがほとんどだった。

## 小説
ヌーンの最初の4作、つまり『ヴァート』、『花粉戦争』、『未来少女アリス』、『Nymphomation』は、共通の登場人物と背景を持つシリーズとなっていて、第1作のタイトルにちなんで『ヴァート』シリーズと一般に呼ばれている。ただし時系列的には、『未来少女アリス』、『Nymphomation』、『ヴァート』、『花粉戦争』の順になっている。
『ヴァート』（1993年、en:Vurt）は、主人公スクリブルが仲間のスタッシュ・ライダースという「ギャング」たちとともに行方不明の妹デズモデーナを探す、という話である。「ヴァート」とは色分けされた羽根を吸うことでアクセスできる幻覚世界のことである。ヴァート世界では夢、神話、架空の産物が実体を持ち、現実となる。この本は1994年にアーサー・C・クラーク賞を、1995年にジョン・W・キャンベル新人賞を、それぞれ受賞した。映画化の話があったが、その点に関してヌーンは自身のウェブサイトで、「映画『ヴァート』については今のところ何も言えない。あまり期待しないで欲しい」と言っている。
『花粉戦争』（1995年、en:Pollen (novel)）は、『ヴァート』の続編にあたり、現実世界と仮想世界のしのぎ合いが描かれている。仮想世界ではギリシア神話への言及が目立ち、ペルセポネーとデーメーテール、ステュクス川とカローン、そしてジョン・バーリーコーンとして描かれたハーデースが登場する。
『未来少女アリス』（1996年、en:Automated Alice）について、ヌーンは、ルイス・キャロルの『不思議の国のアリス』、『鏡の国のアリス』のお粗末な「trequel」（シリーズ第3弾）だと言っている。今回のアリスの旅する先は、newmonians、シヴィル・サーペント、クォークという名前の姿を消せる猫などが住む未来のマンチェスターである。newmoniansとは、pneumonia（肺炎）と同じ読み方をするnewmonia（背縁＝はいえん）を患った人々のことで、人間と人間以外のものの混血種である。多くは人間と動物の混血だが、たとえば、台所の流しやピアノとの混血もいたりする。シヴィル・サーペントは「civil servant（公務員）」の言葉遊びで、未来で起きるすべてをコントロールし、ランダムさを止めようとするserpents（蛇たち）で、その管理者「至高サーペント（Supreme Serpent）」は自分がサタンそのものであることをほのめかす。ヌーンの文体はルイス・キャロルそっくりで、小説の中でもたびたび言及する。また、wurm（アホムシ）をworm（アオムシ）と、肺炎を背縁と、アリスがたびたび聞き間違える。また、ジミ・ヘンドリックスにマイルス・デイヴィスといった人気ミュージシャンのパロディも出てくる。
『Nymphomation』（1997年、en:Nymphomation）は、『ヴァート』の前日譚にあたる。ドミノを含むマンチェスターの宝くじと、その宝くじの秘密を突き止めようとするグループの話である。
『ヴァート』シリーズ以外には、以下のようなものがある。
- Pixel Juice（1998年）- 短編集。50の短編が収録されている。
- Needle in the Groove（2000年、en:Needle in the Groove） - ベーシストで、パブ・ロックの演奏をこつこつ続けてきた元ジャンキーのエリオットは新しいバンドに誘われる。そのバンドは、DJスタイルをベースにヴォーカルとリズム・セクションが融合したもので、新しい録音技術により催眠術的グルーヴを作り出す。バンドは成功するが、それはメンバーの1人が失踪するまでのことだった。それからのエリオットは、40年前まで遡る秘密の音楽史と自分自身の過去に引き込まれる。なお同じ年にヌーンはデヴィッド・トゥープと組んで、CD『Needle in the Groove: if music were a drug, where would it take you』をSulphur Recordsからリリースしている。
- Cobralingus（2001年） - ヌーンの他の著作物とは一線を画するもので、詩のアンソロジーであり、ヌーンの詩のスタイルの教育的参考書である。
- Falling out of Cars（2002年） - ヒロインのマーリンは、世界の不幸の中心かも知れない鏡の破片を集める使命を受けて、情報ベース文明が崩壊した近未来のイングランドを車で旅するが、病気のため徐々に、現実と夢、事象と幻覚の区別がつかなくなる。

## その他

### 戯曲
- Woundings（1986年） ISBN 1-870259-00-9
- Vurt - The Theatre Remix（ヴァート 演劇リミックス版）（2000年5月。3週間の公演）
- Somewhere The Shadow（2001年5月3日 - 5月26日）
- The Modernists（2003年6月11日 - 6月21日）

### ラジオ作品
- Dead Code - Ghosts of the Digital Age（2005年、BBC Radio 3）

### 映画
- ブランニュー・ワールド（Woundings、アメリカ・ビデオ題：Brand New World、1998年） - 同名の戯曲の映画化。監督、脚本：ロベルタ・ハンレイ、出演：ガイ・ピアース、ジュリー・コックス（en:Julie Cox）、サミ・デイヴィス（en:Sammi Davis）、エミリー・ロイド（en:Emily Lloyd）。

## 日本語訳
- ヴァート - 訳：田中一江（ハヤカワ文庫SF）
- 花粉戦争 - 訳：田中一江（ハヤカワ文庫SF）
- 未来少女アリス - 訳：風間賢二（ハヤカワ文庫FT）